# Południowe Wyspy Cooka

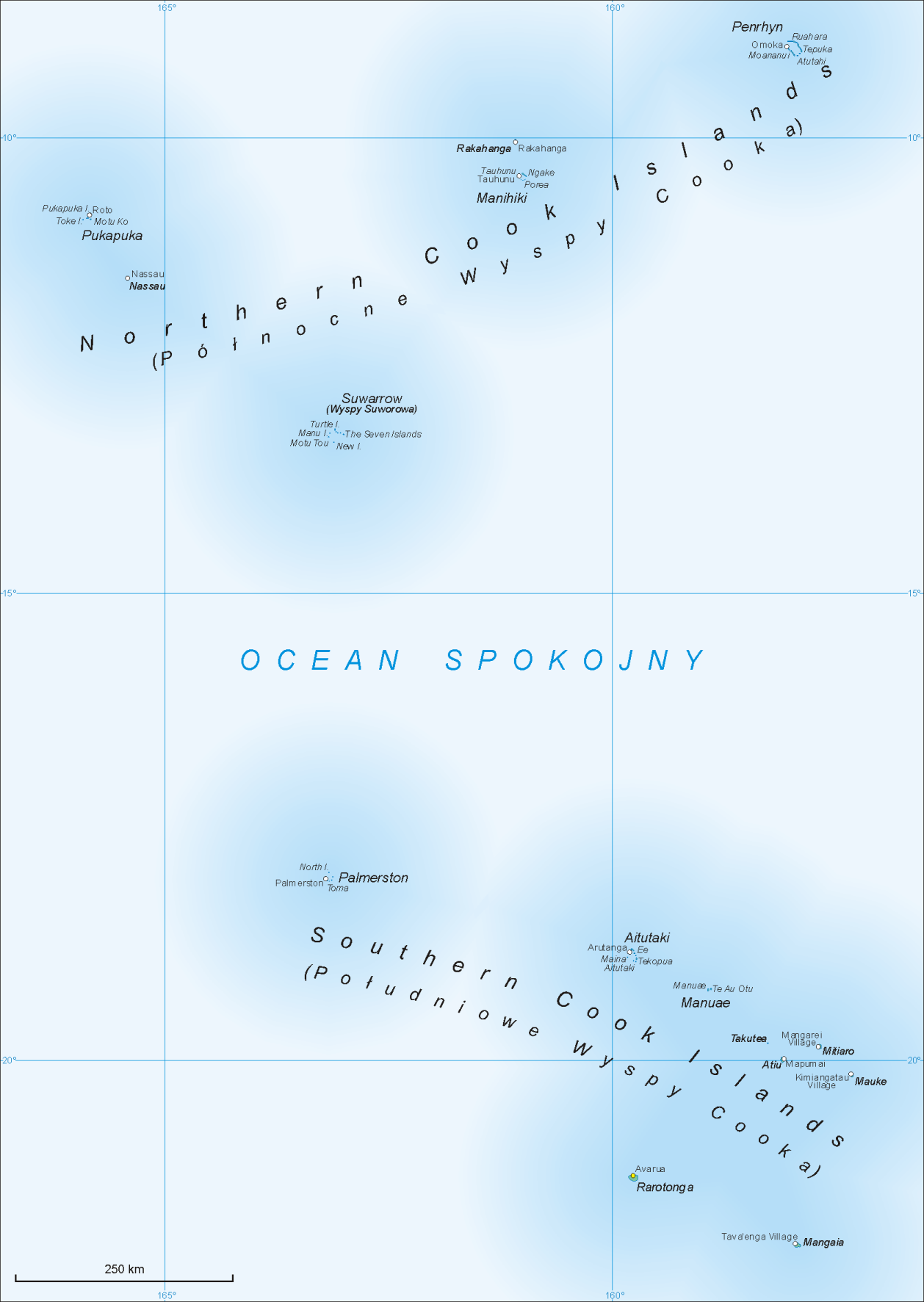
Wyspy Cooka

Południowe Wyspy Cooka – jeden z dwóch łańcuchów wysp wchodzących w skład Wysp Cooka na Oceanie Spokojnym. W skład łańcucha wchodzi 9 atoli i wysp koralowych i wulkanicznych – są to wynurzone wierzchołki zachodniej części podmorskiego grzbietu Tubuai. Na wyspach tych dawne stożki wulkaniczne zostały otoczone podniesionymi i współczesnymi rafami koralowymi. 
Południowe Wyspy Cooka mają powierzchnię 214,4 km² i zamieszkane są przez 17 280 osób (2007), a w jego skład wchodzą: 
| Typ   | Nazwa      | Powierzchnia | Liczba mieszkańców |
| ----- | ---------- | ------------ | ------------------ |
| atol  | Aitutaki   | 18,3 km²     | 1 720              |
| wyspa | Atiu       | 26,9 km²     | 460                |
| wyspa | Mangaia    | 51,8 km²     | 570                |
| wyspa | Manuae     | 6,2 km²      | 0                  |
| wyspa | Mauke      | 18,4 km²     | 370                |
| wyspa | Mitiaro    | 22,3 km²     | 180                |
| atol  | Palmerston | 2,1 km²      | 50                 |
| wyspa | Rarotonga  | 67,1 km²     | 13 930             |
| wyspa | Takutea    | 1,3 km²      | 0                  |
|       |            | 214,4 km²    | 17 280             |